# Xestia lepida
Xestia lepida là một loài bướm đêm trong họ Noctuidae.